# (375) Ursula
(375) Ursula est l'un des plus gros astéroïde de la ceinture principale découvert par Auguste Charlois à l'observatoire de Nice le 18 septembre 1893.
Les observations de l'occultation stellaire du 15 novembre 1984 ont produit six cordes menant à une estimation du diamètre à 216 ± 10 km. 

## Compléments